# Tour du Sud-Est
De Tour du Sud-Est (ook verreden onder andere namen) was een meerdaagse wielerwedstrijd in het zuidoosten van Frankrijk. De wedstrijd werd in 1919 voor het eerst verreden onder de naam Circuit de Provence. Bernard Gauthier is de enige renner die wedstrijd meermaals op zijn naam wist te schrijven.

## Geschiedenis
Het Circuit de Provence werd in 1919 voor het eerst verreden en telde vijf etappes. Start en aankomst van de koers lagen in Marseille. De Belg Alfred Steux won drie etappes en het eindklassement. In 1920 werd een tweede editie georganiseerd, maar de derde editie onder de naam Tour du Sud-Est stond pas in 1924 op de kalender. Tot en met 1929 werden er zes edities georganiseerd waarin elk jaar acht à elf etappes werden gereden.
Na 1929 verdween de koers weer, om in 1938 en 1939 kortstondig terug te keren. Na de Tweede Wereldoorlog werd in 1950 de Tour du Sud-Est opnieuw georganiseerd. Door fusies met het Circuit des Six Provinces en de Ronde van de Var werd de wedstrijd hernoemd naar de Tour des Provinces du Sud-Est en later naar Circuit du Provençal. In 1961 werd de wedstrijd niet georganiseerd en in 1965 werd hij voor het laatst verreden. Dat jaar maakte de wedstrijd ook deel uit van de Super Prestige Pernod. Onder de oorspronkelijke naam Tour du Sud-Est maakte de wedstrijd in 1983 een eenmalige comeback ter vervanging van de afgelaste Ronde van Corsica.

## Meervoudige winnaar
| Overwinningen | Renner               | Land      | Jaren      |
| ------------- | -------------------- | --------- | ---------- |
| 2             | Jean-René Bernaudeau | Frankrijk | 1952, 1958 |

## Overwinningen per land
| Overwinningen | Land                                                        |
| ------------- | ----------------------------------------------------------- |
| 19            | Frankrijk                                                   |
| 2             | Italië                                                      |
| 1             | België, Verenigd Koninkrijk, Luxemburg, Spanje, Zwitserland |